# Ivan Leontjevič Šahovskoj
Grof Ivan Leontjevič Šahovskoj (rusko Ива́н Лео́нтьевич Шаховско́й), ruski general, * 1777, † 1860.
Bil je eden izmed pomembnejših generalov, ki so se borili med Napoleonovo invazijo na Rusijo; posledično je bil njegov portret dodan v Vojaško galerijo Zimskega dvorca.

## Življenje
1. januarja 1786 je kot vodnik vstopil v Izmailovski polk; 1. januarja 1794 je bil kot stotnik premeščen v redno kopensko vojsko in sicer v Hersovski grenadirski polk, s katerim se je udeležil bojev proti poljski konfederaciji. 
3. decembra 1799 je bil povišan v polkovnika in čez tri leta je bil premeščen v lovski bataljon. 18. novembra 1804 je bil povišan v generalmajorja in 26. decembra istega leta pa je bil imenovan za poveljnik 20. lovskega polka. 
S tem polkom se je udeležil patriotske vojne leta 1812; pozneje je postal poveljnik tudi 3. brigade 3. pehotne divizije. Za zasluge v vojni je bil 20. julija 1814 povišan v generalporočnika. Po vojni je postal poveljnik 4. pehotne divizije.
14. novembra 1817 je postal poveljnik 2. grenadirske divizije in 8. septembra 1823 poveljnik Grenadirskega korpusa. 22. avgusta 1826 je bil povišan v generala pehote. Udeležil se je zatrtja poljske vstaje leta 1831. 6. oktobra 1831 je bil imenovan še za poveljnika Jekaterinoslavskega grenadirskega polka; 11. junija 1832 pa je zapustil mesto poveljnika Grenadirskega korpusa. 
1. januarja 1836 je postal predsednik Generalnega avditorija, 1. julija 1839 je postal državni svetnik in 19. aprila 1858 je postal načelnik Oddelka za vojaško znanost. Leta 1850 je bil povišan v generaladjutanta. 
Med 26. februarjem in 4. julijem 1855 je bil poveljnik državne mobilne milice sanktpeterburške province.